# Artashes Minasian

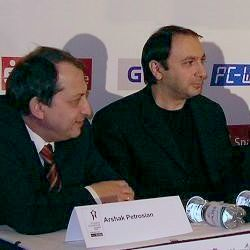
Arshak Petrosian, Artashes Minasian (2008)

Artashes Minasian (Armeens: Արտաշես Մինասյան) (Jerevan, 21 januari 1967) is een Armeens schaker. Hij is een grootmeester. Zijn Elo-rating was 2488 in oktober 2014. Zijn hoogste Elo-rating 2614 bereikte hij in oktober 2000.  

## Individuele resultaten
- Armeens kampioen in 1990, 1992, 1993, 1995, 2004 en 2006
- kampioen USSR 1991
- 1991 Internationaal Meester (IM)[1]
- 1992 grootmeester (GM)[2]

## Nationale teams
Minasian nam met het Armeense nationale team deel aan alle negen Schaakolympiades van 1992 tot 2008; er werd gewonnen in 2006 en 2008. In 1992, 2002 en 2004 behaalde het team de derde plaats. Hij was deelnemer aan het Wereldkampioenschap schaken voor landenteams in 1993, 1997 en 2001. Met het team behaalde hij een derde plaats in 1997 en 2001. In 1997 was zijn individuele score aan bord 4 goed voor een derde plaats, in 2001 behaalde hij aan het reservebord een tweede plaats.   Daarnaast mam hij drie keer deel aan de Europese schaakkampioenschappen voor landenteams  (in 1992, 1997 en 1999) teil, in 1999 won het Armeense team en in 1997 eindigde het als derde.

## Schaakverenigingen
In de Armeense clubkampioenschappen speelde Minasian in  2005 voor MIKA Jerewan, van 2006 tot 2009 voor Bank King Jerewan en in 2014 voor Politekhnik Jerewan. In 2005, 2006 en 2007 won hij het kampioenschap. Aan de kampioenschappen om de Europese verenigingsbeker nam hij in 1993 deel met  Dinamo Hayastan, van 1995 tot 1997 met Jerewan en van 2006 tot 2008 met Bank King Jerewan. In 1995 won hij met het team en in 2006 behaalde hij met 6 pt. uit  6 het beste individuele resultaat aan bord 6.

## Externe koppelingen
- (en)   Informatie over schaakpartijen van Artashes Minasian op ChessGames.com
- (en)   Informatie over schaakpartijen van Artashes Minasian op 365chess.com
- (en)  FIDE-ratinggegevens voor Artashes Minasian